# تشارلز مايكل شواب
تشارلز مايكل شواب (18 فبراير 1862 - 18 سبتمبر 1939) كان قطب صناعة الصلب الأمريكي. وتحت قيادته شركة«بيت لحم للصلب» في بيت لحم (بنسيلفانيا) التي أصبحت ثاني أكبر منتج للصلب في الولايات المتحدة، واحدة من الشركات المصنعة الثقيلة الأكثر أهمية في العالم.

## بداية حياته
ولد تشارلز مايكل شواب في وليامزبورغ، بنسلفانيا، وكان كل من جده وجدته من المهاجرين الروم الكاثوليك من ألمانيا، تربي شواب في لوريتو، بنسلفانيا، التي اعتبرها بلدته. وقال انه حضر كلية سانت فرنسيس (الآن جامعة سانت فرانسيس)، لكنه تركها بعد عامين وحصل على شهادتين للعثور على عمل في بيتسبرغ.

## حياته المهنية

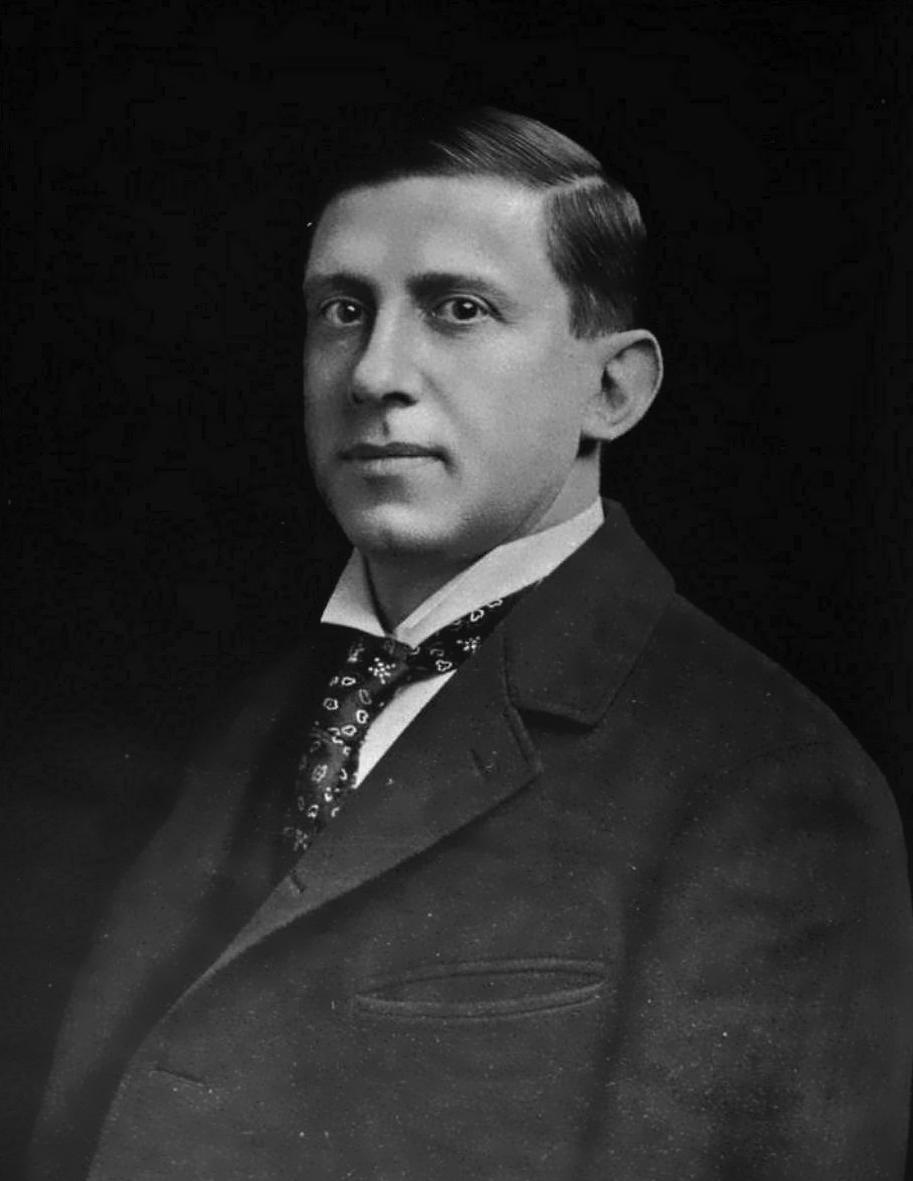
شواب قي 1901 بعمر 39 سنة

بدأ شواب حياته المهنية باعتباره مهندس في مصانع أندرو كارنجي للصلب، بدأ ك a stake-driver في corps الهندسة في مصنع إدغار طومسون لأعمال الصلب والأفران ببراددوكبنسلفانيا، تمت ترقيته غالبا، بما في ذلك بمواقع المدير العام لأعمال هومستيد في عام 1886 والمشرف العام لإدغار طومسون لأعمل الصلب في عام 1889. في عام 1897، وهو بعمر 35 سنة فقط أصبح رئيس شركة كارنيجي للصلب، وفي عام 1901، قال انه ساعد في التفاوض على بيع سري لحديد كارنيجي لمجموعة من الممولين ومقرها نيويورك بقيادة ج.ب مورغان. بعد الاستحواذ، أصبح شواب الرئيس الأول لشركة الصلب الأمريكية، والشركة شكلت من حيازات كارنيجي السابقة.
بعد عدة اشتباكات مع مورغان وزميله التنفيذي بالشركة إلبرت غاري، غادر شواب USS في عام 1903 لشركة«بيت لحم للصلب وبناء السفن» فيبيت لحم (بنسيلفانيا) . وكانت الشركة قد اكتسبت أحواض بناء السفن في ولاية كاليفورنيا، ديلاوير، ونيوجيرسي من خلال المشاركة وجيزة ولكن حظت باعتبارها واحدة من عدد قليل من الشركات المذيبات في الولايات المتحدة الأمريكية لبناء السفن. تحت قيادته (و يوجين غريس)، أصبح أكبر منتج مستقل للصلب في العالم. جزء كبير من نجاح شركة بيت لحم للصلب' كان تطوير H-beam ، تمهيدا للموجود حاليا I-beam. كان شواب مهتما بانتاج the wideflange steel beam، ولكن كان ذلك مغامرة محفوفة بالمخاطر التي تتطلب زيادة رأس المال وبناء مصنع جديد كبير، كل شيء لجعل المنتج قادر على البيع كانت غير مثبت.
في عام 1908، بدأ بيت لحم للصلب في صناعة ال Beam الذي أحدث ثورة في تشييد المباني وجعل من عصر ناطحات السحاب ممكنا، ساعد نجاحها جعل شركةبيت لحم للصلب ثاني أكبر اقتصاد في العالم.مدينة بيت لحم (بنسيلفانيا) حصلت علي الشهرة وضمت إليها 4 قري وأصبحت «مدينة شركة»،

## روابط خارجية
- تشارلز مايكل شواب على موقع الموسوعة البريطانية (الإنجليزية)
- تشارلز مايكل شواب على موقع إن إن دي بي (الإنجليزية)